# Ted Schroeder
Fredrick Rudolph (Ted) Schroeder (Newark (New Jersey), 20 juli 1921 – La Jolla (Californië), 26 mei 2006) was een Amerikaans tennisspeler.

## Loopbaan
Schroeder won in 1949 het herenenkelspel van Wimbledon; in datzelfde jaar bereikte hij ook de finale van het herendubbelspel, die hij en zijn medespeler Gardnar Mulloy echter niet wisten te winnen.
Ook won hij diverse tenniskampioenschappen van het US Open: in 1942 won hij het herenenkelspel en in de jaren 1940, 1941 en 1947 het herendubbelspel.
Van 1946 tot 1951 deed hij eveneens mee aan de Amerikaanse Davis Cup maar behaalde daarin geen titels.
In 1966 werd hij vanwege zijn verdiensten op tennisgebied opgenomen in de International Tennis Hall of Fame. 
Ted Schroeder overleed op ruim 84-jarige leeftijd.

## Resultaten grandslamtoernooien
| Legenda | Legenda                          |
| ------- | -------------------------------- |
| g.t.    | geen toernooi gehouden           |
| l.c.    | lagere categorie                 |
| –       | niet deelgenomen                 |
| G       | uitgeschakeld in de groepsfase   |
| 1R      | uitgeschakeld in de eerste ronde |
| 2R      | uitgeschakeld in de tweede ronde |
| 3R      | uitgeschakeld in de derde ronde  |
| 4R      | uitgeschakeld in de vierde ronde |
| KF      | uitgeschakeld in de kwartfinale  |
| HF      | uitgeschakeld in de halve finale |
| F       | de finale verloren               |
| W       | het toernooi gewonnen            |
| w-v     | winst/verlies-balans             |

### Enkelspel
| Toernooi        | 1939 | 1940 | 1941 | 1942 |   | 1949 |
| --------------- | ---- | ---- | ---- | ---- | - | ---- |
| Australian Open | –    | –    | –    | –    | – |      |
| Roland Garros   | –    | –    | –    | –    | – |      |
| Wimbledon       | –    | –    | –    | –    | W |      |
| US Open         | 3R   | KF   | HF   | W    | F |      |